# Esteban de Gamarra

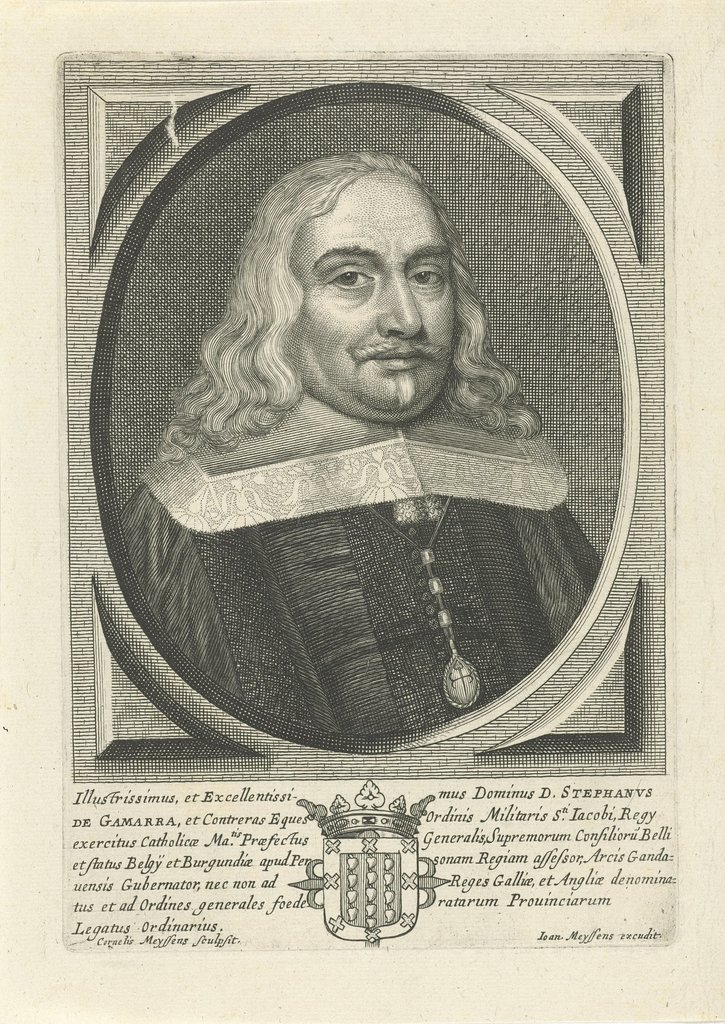
Portretgravure door Cornelis Meyssens

Esteban de Gamarra y Contreras (Brussel, 1593 – Den Haag, 10 augustus 1671) was een Spaans militair en diplomaat actief in de Nederlanden. 
Hij was een zoon van Juan de Gamarra en Adriana de la Torre. Als kind verhuisde hij naar Cremona, waar zijn vader als kastelein werd aangesteld. Hij kreeg daar in het hertogdom Milaan zijn militaire opleiding en vocht in de oorlog tegen Savoye. In 1622, aan het einde van het Twaalfjarig Bestand, kwam hij met de graad van kapitein terug naar de Spaanse Nederlanden. In 1631 werd hij luitenant en in 1639 kampoverste. Tussen 1644 en 1646 was hij kastelein van Kamerijk. Hij werd bevorderd tot artilleriegeneraal en werd krijgsgevangen genomen door de Fransen in de Slag bij Rethel (1650). Hij voerde na zijn vrijlating belangrijke onderhandelingen met Lodewijk II van Bourbon-Condé, die verwikkeld was in de opstand van La Fronde. Hij probeerde de grote Condé over te halen om over te lopen naar de Spaanse kant.
Na een militaire carrière in de Nederlanden werd hij in 1652 aangesteld als kastelein van Gent en buitengewoon gezant bij koningin Christina van Zweden, maar juridische verwikkelingen verhinderden hem deze laatste taak uit te voeren. Hij werd gevolmachtigd minister in Den Haag van 1654 tot aan zijn dood. Hij speelde een belangrijke rol bij de onderhandeling over het statuut van de Landen van Overmaas, de bestrijding van de sluikhandel en hij gaf steun aan de jezuïeten binnen de Hollandse Missie. Ook werd hij militair raadsheer in de Consejo de Flandes (1663).